# Acadêmicos de Santa Cruz (São Vicente)
O Grêmio Recreativo Escola de Samba Acadêmicos de Santa Cruz é uma escola de samba de São Vicente, Baixada Santista, São Paulo. Foi fundada em 28 de fevereiro de 1975 e tem as cores azul, vermelho e branco. Atualmente encontra-se inativa.
Em 2006, seu integrante Adão Almeida dos Santos foi membro da Corte Carnavalesca do Carnaval Regional, em Praia Grande, como "Cidadão do Samba"
| ANO  | COLOCAÇÃO em São Vicente                      | Colocação em Santos | Grupo em Santos | Enredo                                                 | Carnavalesco | Ref                 |
| ---- | --------------------------------------------- | ------------------- | --------------- | ------------------------------------------------------ | ------------ | ------------------- |
| 1977 | CAMPEÃ                                        | 5o.                 | grupo 2         | ARTE E BELEZA DAS CONGADAS                             |              | [carece de fontes?] |
| 1978 | CAMPEÃ                                        | CAMPEÃ              | grupo 2         | SEMENTES DE UMA ROSA DE OURO                           |              | [carece de fontes?] |
| 1979 | Não houve                                     | 5o.                 | 1               | AQUI NASCEU O BRASIL                                   |              | [carece de fontes?] |
| 1980 | CAMPEÃ                                        | 7o.                 | 1               | O SOL, UMA ODISSÉIA NO ASFALTO                         |              | [carece de fontes?] |
| 1981 | CAMPEÃ                                        | 2o.                 | grupo 2         | NO REINO DA IMAGINAÇÃO                                 |              | [carece de fontes?] |
| 1982 | Campeã                                        | 8o.                 | 1               | NA CORDILHEIRA DE CRISTAL, A CIDADE ENCANTADA DO ACHUÍ |              | [carece de fontes?] |
| 1983 | campeã                                        | 3o.                 | 2               | A ERA COLONIAL DO IMPÉRIO DO FAZ DE CONTA              |              | [carece de fontes?] |
| 1984 | 2o.                                           |                     | só S.V.         | REALIDADE OU FANTASIA ? RESPONDA SE PUDER              |              | [carece de fontes?] |
| 1985 | 2o.                                           | descl.              | 1               | A RUA QUE VIROU SAMBA                                  |              | [carece de fontes?] |
| 1986 | CAMPEÃ                                        | 6o.                 | 2               | ARRASTA A SANDÁLIA                                     |              | [carece de fontes?] |
| 1987 | 2o.                                           | 3o.                 | 2               | ARTE, BELEZA E TRADIÇÃO                                |              | [carece de fontes?] |
| 1988 | 3o.                                           | 4o.                 | 2               | IRACEMA A VIRGEM DOS LÁBIOS DE MEL                     |              | [carece de fontes?] |
| 1989 | campeã                                        | 2o.                 | 2               | CANTE LÁ QUE EU CANTO CÁ                               |              | [carece de fontes?] |
| 1990 | CAMPEÃ                                        | não desfilou        | 1               | ILUAÊ, BRASIL A NAÇÃO DAS NAÇÕES                       |              | [carece de fontes?] |
| 1991 |                                               | 2o.                 | 2               | OJU ORUM (OS OLHOS DA COR DO CÉU)                      |              | [carece de fontes?] |
| 1992 |                                               | 9o.                 | 1               | OS SEGREDOS DA TERRA                                   |              | [carece de fontes?] |
| 1993 | 4º (Regional)                                 | -                   | -               | AMANHECER DE UM NOVO DIA                               |              | [carece de fontes?] |
| 1994 |                                               |                     |                 |                                                        |              | [carece de fontes?] |
| 1995 |                                               |                     |                 |                                                        |              | [carece de fontes?] |
| 1996 |                                               |                     |                 |                                                        |              | [carece de fontes?] |
| 1997 |                                               |                     |                 |                                                        |              | [carece de fontes?] |
| 1998 | 2o.                                           |                     |                 | SÃO VICENTE SÉCULO XX                                  |              | [carece de fontes?] |
| 1999 |                                               |                     |                 |                                                        |              | [carece de fontes?] |
| 2000 | 4o.                                           |                     |                 | A SANTA CRUZ É MAIS 500                                |              | [carece de fontes?] |
| 2001 | 4o.                                           |                     |                 | PAIXÃO ARDENTE                                         |              | [carece de fontes?] |
| 2002 | 3o / Grupo 1B                                 |                     |                 | QUEM SAI NA CHUVA É PARA SE MOLHAR                     |              | [carece de fontes?] |
| 2003 | 3o / Grupo 1B                                 |                     |                 | UMA FLOR VALE MAIS QUE MIL PALAVRAS                    |              | [carece de fontes?] |
| 2004 | 1o. / Grupo 1B                                |                     |                 | VIAGEM FANTÁSTICA AO REINO DA CRIANÇADA                |              | [carece de fontes?] |
| 2005 | 3o. / Grupo 1A                                |                     |                 | CARMEM MIRANDA, ALEGRIA E BALANGANDÃS                  |              | [carece de fontes?] |
| 2006 | 3o. /Grupo 1A 11ª do Regional de Praia Grande | -                   | -               | EM 30 ANOS DE SANTA CRUZ, MEMÓRIA E SAMBA A CONDUZ     |              | [carece de fontes?] |
| 2007 |                                               |                     |                 |                                                        |              | [carece de fontes?] |
| 2008 |                                               |                     |                 |                                                        |              | [carece de fontes?] |
| 2009 |                                               |                     |                 |                                                        |              | [carece de fontes?] |
| 2010 |                                               |                     |                 |                                                        |              | [carece de fontes?] |